# Филип Мориц Баварски
Филип Мориц Мария Доминикус Йозеф Баварски (на немски: Philipp Moritz Maria Dominik(us) Joseph von Bayern; * 5 август 1698, Брюксел; † 12 март 1719, Рим) от династията Вителсбахи, е баварски принц и постум избран за княз-епископ на Падерборн и Мюнстер.

## Живот
Той е вторият син на Максимилиан II Емануел (1662 – 1726), курфюрст на Бавария, и втората му съпруга принцеса Тереза Кунегунда Собиеска (1676 – 1730), дъщеря на полския крал Ян III Собиески. По-големият му брат Карл Албрехт (1697 – 1745) става курфюрст на Бавария и през 1742 г. римско-немски император.
През 1717 г. Филип Мориц отива заедно с по-малкия си брат Клеменс Август да учи теология в Рим. Там Филип Мориц умира на 20 години от шарка. Понеже не са знаели за смъртта на принца падеборнският домкапител го избира единодушно на 14 март 1719 г. за епископ на Падерборн и капителът в Мюнстер на 21 март за епископ на Мюнстер. Съобщението за смъртта му пристига на 22 март в Падерборн. След къса вакантност (Sede vacante) капителът избира за епископ неговия брат Клеменс Август.
Филип Мориц е погребан в църквата Санта Мария дела Витория в Рим.